# Sebechleby
Sebechleby és un poble i municipi d'Eslovàquia. Es troba a la regió de Banská Bystrica.

## Història
La primera menció escrita de la vila es remunta al 1135.

## Demografia
| Godina             | 1994 | 2004   | 2014   | 2024   |
| ------------------ | ---- | ------ | ------ | ------ |
| Nombre de persones | 1176 | 1222   | 1192   | 1173   |
| Diferència         |      | +3,91% | −2,45% | −1,59% |

| Godina             | 2023 | 2024   |
| ------------------ | ---- | ------ |
| Nombre de persones | 1159 | 1173   |
| Diferència         |      | +1,20% |